# Immortality Drive
Das Immortality Drive (deutsch: „Unsterblichkeits-Laufwerk“) ist ein Datenträger, auf dem unter anderem die digitalen Kopien eines Kinderbuches und der genetischen Fingerabdrücke einiger Prominenter hinterlegt wurde. Der britische Computerspielpionier Richard Garriott brachte das Immortality Drive im Jahr 2008 bei seinem Flug als Weltraumtourist zur Internationalen Raumstation, wo es seitdem verblieb.

## Vorgeschichte
Der als exzentrisch geltende Softwareentwickler wollte es seinem Vater, dem Astronauten Owen Garriott, gleichtun und Astronaut werden, wurde jedoch wegen eines Augenfehlers nicht zugelassen. Durch sein Software-Unternehmen zu Vermögen erlangt, nahm er im Oktober 2008 als Weltraumtourist an einer Reise zur Internationalen Raumstation teil. Auf seiner Fahrt in den Weltraum nahm er auch das Immortality Drive mit, auf dem ein Kinderbuch und die digitalen Datensätze mit den DNS-Proben mehrerer Personen gespeichert sind. Durch einen Wettbewerb unter den Spielern eines von Garriott vermarkteten Spiels konnten Teilnehmer weiteren Inhalt des Speicherchips bestimmen. So wurde Star Wars beispielsweise zum besten Film gekürt und die Beatles zur legendärsten Band.

## Namensgebung
Die Wortschöpfung Immortality Drive ist im Englischen mehrdeutig. Der Name kann hier nicht nur vordergründig als Beschreibung von vorgeblicher Funktion und Zweck rezipiert werden, sondern ist als Titel wesentlicher Bestandteil des Werkes und bedeutet etwa Unsterblichkeits-Speicherchip.

## Inhalt
Zu den Inhalten des Speicherchips zählt das Kinderbuch Der geheime Schlüssel zum Universum des britischen Physikers Stephen Hawking, außerdem digitale Datensätze mit DNS-Proben folgender Personen:
- Stephen Hawking (Astrophysiker) (Hawking promotete damit den Archon Genomics X-Prize[3])
- Lance Armstrong (Radrennfahrer)
- Stephen Colbert (Komiker)[4]
- Jo Garcia (Playmate)
- Richard Garriott (Spieleentwickler)
- Matt Morgan (Wrestler)[5]

Außerdem wurden persönliche Nachrichten und Textbeiträge zu den größten Leistungen der Menschheit erwähnt. Ausgewählt wurden die Beiträge von Spielern von Tabula Rasa. Vor dem Flug gestaltete der damals mit Garriott vertraglich verbundene Spielehersteller NCsoft einen Wettbewerb unter den Spielern. Die Gewinner konnten anschließend ebenfalls ihre genetischen Fingerabdrücke auf dem Speicher ablegen lassen.

## Rezeption
Das Immortality Drive wurde in der vom History Channel produzierten Dokumentarserie Life After People dargestellt.
Viele Rezeptionen betonen den scherzhaften Charakter des Werkes. Zu den vermuteten praktischen „Anwendungsmöglichkeiten“ der digitalen Kopien wird die einer Zeitkapsel gezählt, aber auch über die Verwendung zur Wiedererschaffung der Menschheit mittels der hinterlegten DNS nach einer Katastrophe wurde spekuliert. So setzt man das Werk in Bezug zur Kryonik.